# Witzan

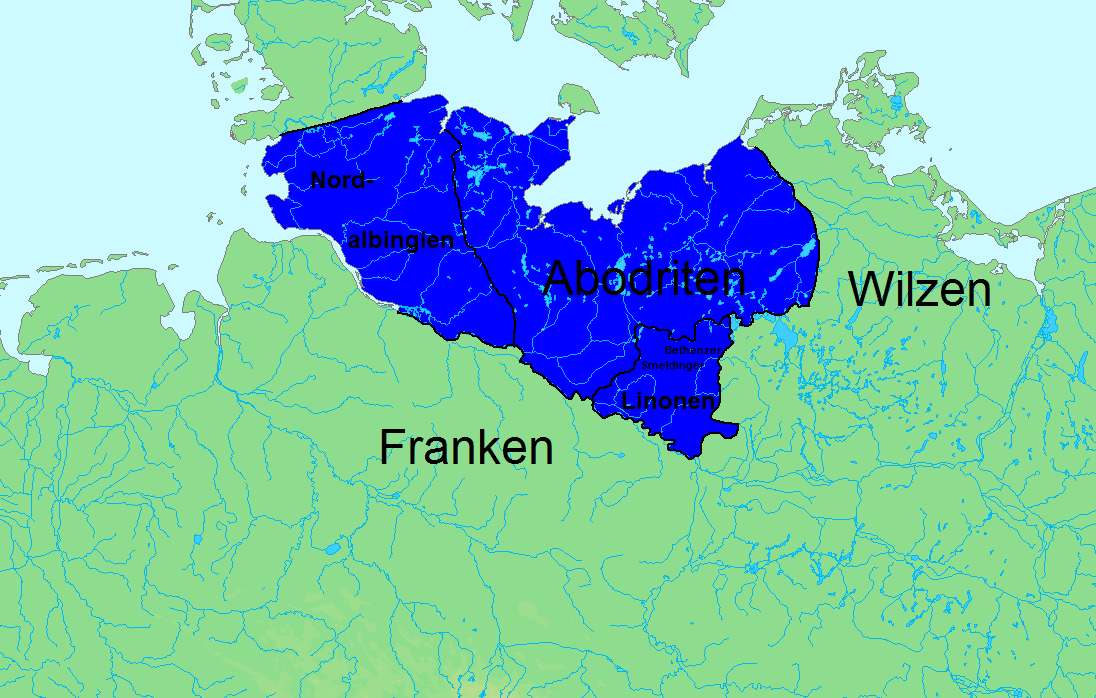
Mutmaßliche Siedlungsgebiete der Abodriten, Bethenzer, Smeldinger, Linonen und der nordalbingischen Sachsen zur Zeit Witzans 780–795.

Witzan, slaw. Visan († 795 bei Bardowick) war ein slawischer Fürst, der Ende des 8. Jahrhunderts auf dem Gebiet des heutigen Mecklenburg sowie im angrenzenden Ostholstein als Samtherrscher über den westslawischen Stammesverband der Abodriten herrschte. Er war Vasall des fränkischen Königs Karl der Große.
Witzan wird erstmals zum Jahr 789 erwähnt. Die Annales regni Francorum und die Annales Mettenses bezeichnen ihn als Anführer („princeps“) der Abodriten. Weitere Angaben zu seiner Herkunft sind nicht überliefert. Bei seinen Nachfolgern Drasco und Sclaomir handelt es sich wahrscheinlich um seinen Sohn und seinen Bruder.
Mit der fortschreitenden Eingliederung Sachsens in das Frankenreich gerieten auch die Abodriten zunehmend in das politische Blickfeld der Franken. Bereits seit Mitte des 8. Jahrhunderts sind Handelsbeziehungen mit den Slawen nordöstlich der Elbe belegt. Vermutlich im Jahr 780 begründete Karl der Große ein militärisches Bündnis mit Witzan gegen die Sachsen. Dieses könnte an der Ohremündung bei Wolmirstedt geschlossen worden sein. Der Inhalt des Bündnisses ist unbekannt, aber die fränkischen Annalisten nahmen Witzan als Vasallen Karls des Großen wahr. Im Jahr 789 begleitete Witzan den Frankenherrscher auf dessen Feldzug gegen die Wilzen. Während des Feldzuges kamen ihm und seinem abodritischen Aufgebot die Aufgabe zu, die Elbquerung des fränkisch-sächsischen Heeres von der anderen, wilzischen Elbseite her zu decken. Anschließend kämpften sie an der Seite der Franken in der Prignitz und an der Elde gegen die zum wilzischen Stammesverband gehörigen Linonen, Smeldinger und Bethenzer, deren Kleinkönige gefangen und als Geiseln bis in den Peeneraum verschleppt wurden. Dort mussten sie sich nach Einnahme der wilzischen Hauptburg bei Vorwerk (Demmin) dem fränkischen Herrscher unterwerfen und ihm den Treueeid leisten. Dieser verfolgte damit das Ziel, den Raum jenseits der zur Reichsgrenze bestimmten Elbe zu befrieden. Einhard berichtet demgegenüber in der Vita Karoli Magni lediglich, Auslöser des Feldzuges seien fortwährende Angriffe der Wilzen gegen die Abodriten gewesen.
Als unmittelbares Ergebnis des Wilzenzuges sollen Witzan von Karl dem Großen die Stammesgebiete der unterlegenen Smeldinger, Bethenzer und Linonen unterstellt worden sein, so dass sich dessen Herrschaft einem Sperrriegel gleich von der Ostseeküste bis an die Havelmündung zwischen Sachsen und Wilzen legte. Die fränkischen Quellen bezeichnen den princeps Witzan zudem im Jahr 795 durchgängig als rex der Abodriten, also als deren König. Es wird deshalb davon ausgegangen, dass Witzan von Karl dem Großen nach dem erfolgreichen Wilzenfeldzug in die Alleinherrscherstellung über den Stammesverband eingesetzt wurde. Allerdings findet sich der Titel eines rex für Witzan bereits im Bericht des Fragmentum chesnii über den Wilzenfeldzug.
Witzan fiel 795 im Kampf mit den Sachsen, während er als Anführer des abodritischen Heeres auf dem Weg nach Bardowick die Elbe überquerte. Den Quellen zufolge handelte es sich um Nordalbingier, die den fränkischen Bundesgenossen töteten, woraufhin Karl einen Vergeltungsfeldzug unternahm. Aufgrund der Ortsangabe und der Beteiligung der Nordalbingier könnte der Elbübergang durch die Furt bei der späteren Ertheneburg knapp 10 Kilometer nördlich von Bardowieck erfolgt sein. Demgegenüber scheidet das in den Annales Laurissenses maiores benannte Hliuni als Todesort aufgrund der Entfernung zur Elbe aus.
Witzans Sohn Drasco folgte ihm 795 als Heerführer, im Jahr 804 als Samtherrscher.